# 도 (중국)

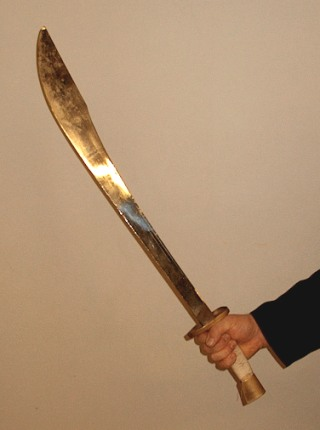
중국 곡마단에서 쓰이는 유엽도 형태의 복제품

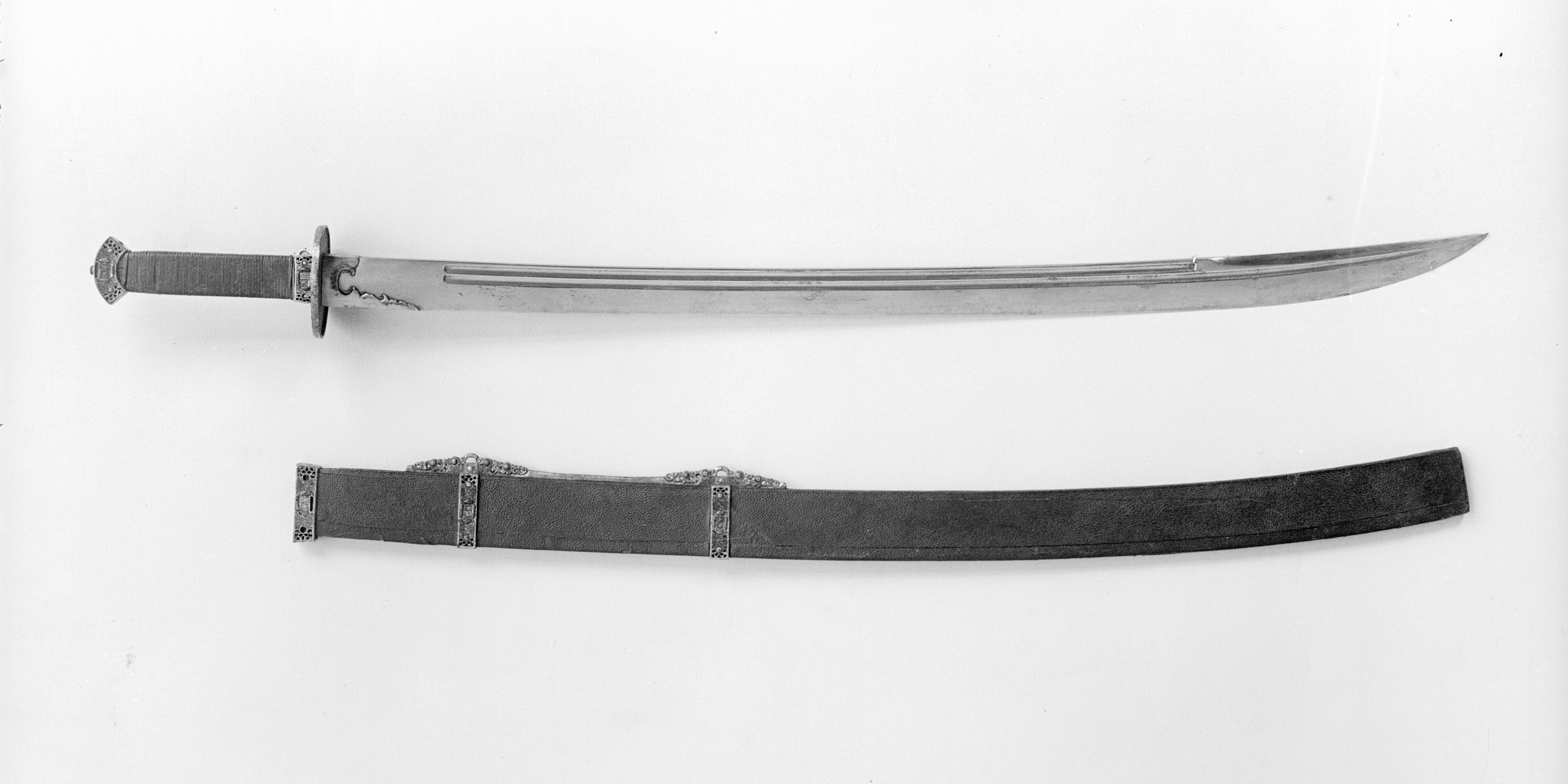
메트로폴리탄 미술관에 있는 금철 장식이 있는 17~18세기 유엽도

도(刀)는 중국의 외날도검이다.

## 초기 역사
가장 이른 시기의 도 유물은 중국 청동기 시대 상나라에서 발견되며 이를 직배도(直背刀)라고 한다. 이름에서 알 수 있듯 직선형이거나 만곡이 작은 편이며 외날이다. 본래 청동으로 만들어졌으나 전국시대 후기가 되면 무쇠 또는 강철 무기가 나타나기 시작했다. 원래는 직선 양날칼인 검보다 사용례가 적었으나 한나라 때 기병들을 중심으로 널리 쓰이기 시작했다. 일반적으로 도를 익히는 데는 1주, 창을 익히는 데는 1달, 검을 익히는 데는 1년이 걸린다는 말이 있다. 곧 보병에게도 도가 보급되었고 표준 무기로서 검을 대체하기 시작했다. 후한 시기의 도는 둥근 칼자루에 고리 모양 검파두식을 가졌으며 길이는 85에서 114 센티미터 사이였다. 직사각형 방패와 함께 사용했다.
삼국시대 말기가 되면 도는 검을 완전히 대체한다. 이후 검은 귀족계급의 의장용 무기로서 호신 내지 자위용으로만 사용되고 전장에서는 도만이 사용되었다.

## 수당송 시대

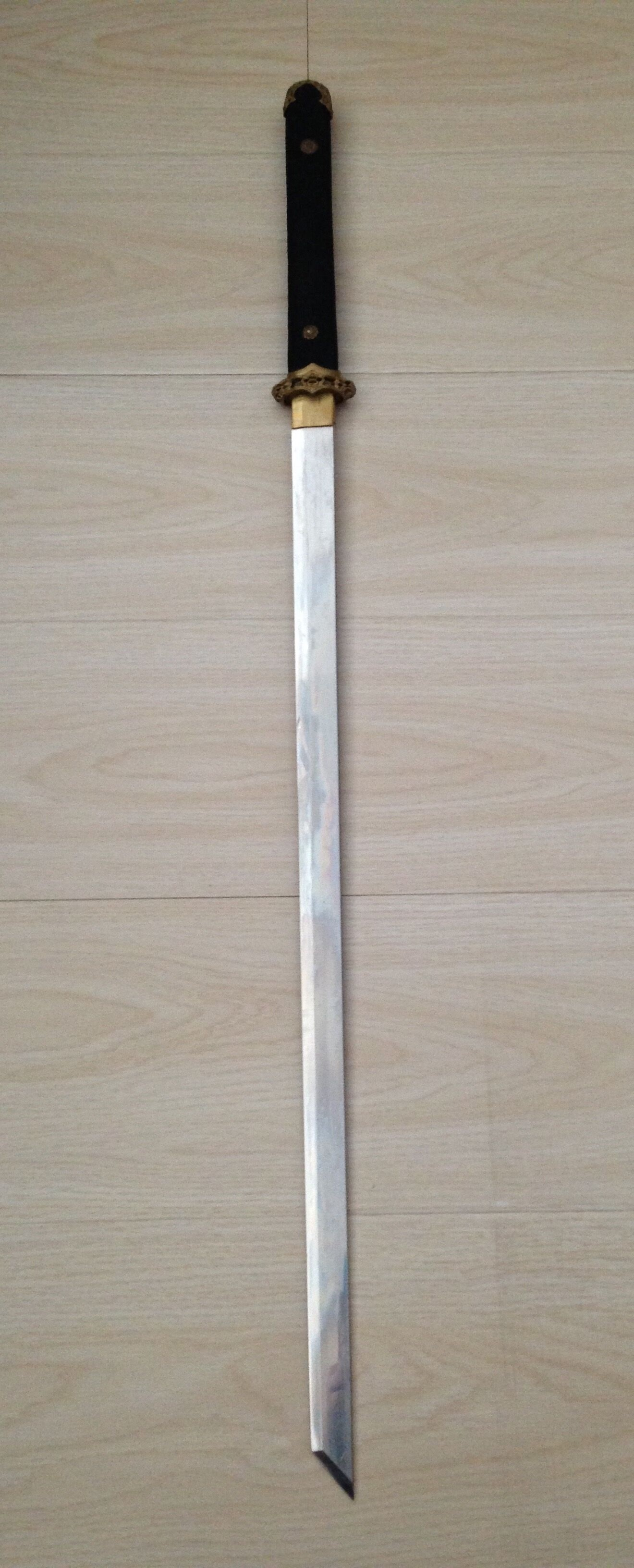
횡도.

당나라 때 한반도와 일본으로 중국식 도가 유입되어 양국의 도검 제작에 영향을 미쳤다. 수당시대에 휴대무기로 애용된 편수도인 횡도는 완전한 직선형으로 일본의 직도를 연상시킨다. 양수도인 장도도 특수한 용도로 사용되었다.
송나라때는 수도(手刀)라는 보병도가 사용되었다. 몇몇 삽화에서는 수도를 직도로 그리지만 《무경총요》에는 곡도로 그려져 있다. 이는 중앙아시아 스텝 유목민들의 영향이있을 가능성도 있다. 송나라 때의 도로는 서양의 펄션을 닮은 대도(大刀), 거대한 양수도인 참마도, 칼자루와 칼날이 모두 긴 양수도인 보전도(步战刀)가 있다.

## 원명청 시대

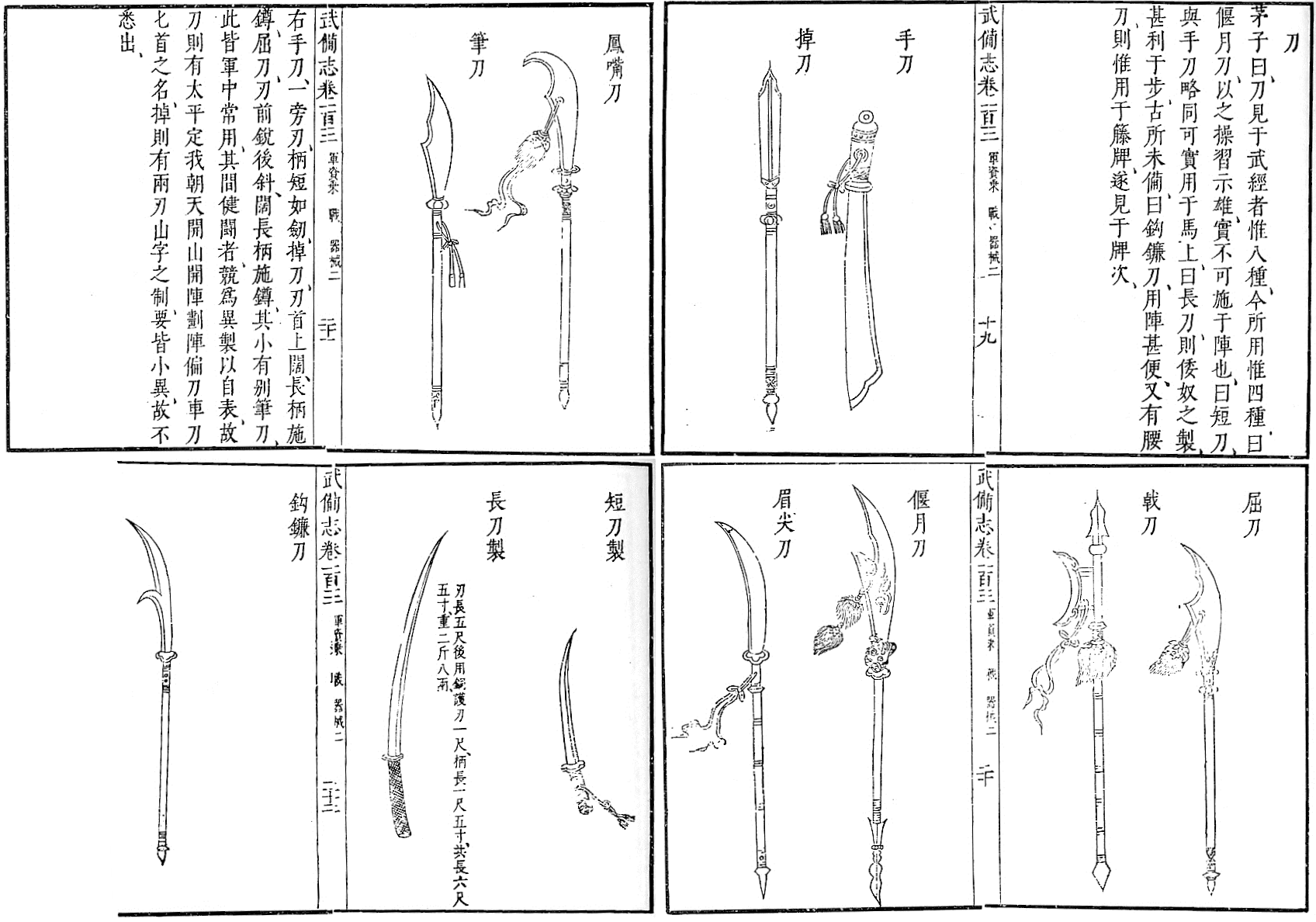
송나라에서 청나라 때까지 사용된 각종 도.

기원후 8세기경부터 튀르크, 퉁구스혈통을 지닌 중앙아시아지역의 유목민들이 주 무기로 사용한 도검인 곡도가 몽골지역에서도 널리 사용되었다. 곡도는 기마전에 효율적이었기에 요나라와 금나라, 몽골 제국의 병사들에게 주 무기로 지급되었고 이후로도 지속되는 영향을 남겼다. 13세기 초 중국 대륙을 정복한 몽골 제국이 국호를 원나라로 바꾸면서 유목민들이 사용한 곡도가 점차 중국의 도검 문화에 큰 영향을 미치게 되었다.
원나라의 멸망 이후, 명나라시대에도 몽골식 곡도의 영향은 중국에 계속 남아서 청나라시대까지 이어졌으며, 이에 따라 만곡이 매우 크고 다양한 형태로 제작되어 파생된 날붙이 형태의 도검들이 크게 유행했는데, 이러한 도검들을 모두 패도(佩刀)라고 불렀다. 패도는 다음과 같은 네 종류로 크게 나눌 수 있다.
안모도
안모도(雁毛刀)는 "거위털 칼"이라는 뜻으로 그 옛날 직배도처럼 만곡이 매우 작아 직선형에 가깝다. 칼날 끝 타격중심 지점에만 만곡이 있다. 이 때문에 찌르기를 비롯한 검과 유사한 사용이 가능하면서도 도 특유의 쪼개고 베는 능력을 유지했다.
유엽도
유엽도(柳葉刀)는 "버들잎 칼"이라는 뜻으로 중국의 도검 중 가장 흔한 종류이다. 명나라 때 처음 생겼으며 날 전체를 따라 중간 정도의 만곡이 있어서 안모도를 대체한 군대의 주 무기로 사용되었다. 또 여러 중국 무술 유파에서 다루는 무기이기도 하다.
편도
편도(片刀)는 "쪼개는 칼"이라는 뜻이다. 만곡이 매우 커서 쪼개고 베는 데 특화되어 있다. 서양의 샴쉬르나 시미타와도 비슷하게 생겼다. 비교적 덜 흔한 무기로 당시 병사들이 방패와 함께 사용한 사례가 있다.
우미도
우미도(牛尾刀)는 "소꼬리 칼"이라는 뜻이다. 19세기 초(청나라 후반)에 처음으로 기록되었는데, 당시 기록에 따르자면 민간용 무기로만 지급되었을 뿐, 군대에서 공식적인 무기로 지급되었다는 사례는 없었다고 한다. 오늘날 현대에서는 종종 시대착오적으로 쿵후를 소재로 제작된 영화 등의 창작물에서 자주 등장하는 전형적인 "도"가 이것인 데, 이 때문에 고증오류로 등장하는 경우가 많다.
상술한 네 가지 주요 형태 외에도 단도(短刀)도 있었는데 이는 유엽도와 모양이 거의 같고 크기만 축소시킨 것과 비슷하다. 대도도 계속 사용되어서 명나라는 북방의 유목민족 및 남해안의 왜구를 상대할 때 장도나 참마도 같은 대형 양수도를 사용했다. 이 무기들은 청나라 때도 제한적이지만 계속 사용되었다(이름은 바뀌는 경우도 있었다). 청나라 때 출현한 남도(南刀) 등은 상술한 도들이 각 지역에 따라 모양과 명칭에 변종이 일어난 것이다. 박도나 월도처럼 도검이라기보다 장병무기에 가까운 무기들도 날이 외날이기에 도라는 명칭이 사용되었다.
한국에서는 형태가 완전 다른 우미도를 유엽도로 잘못 부르는 사례가 많다.

## 근현대

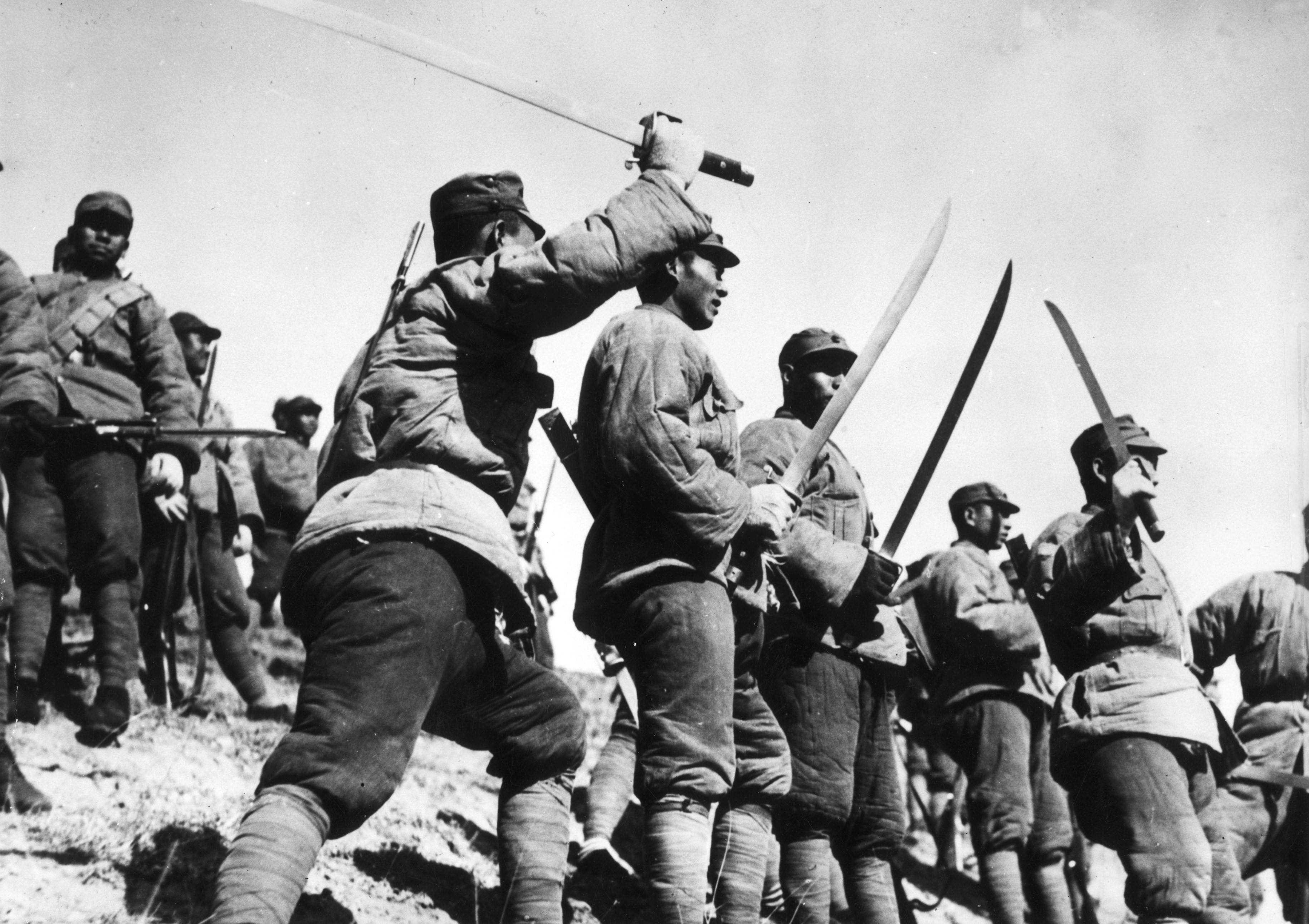
1933년 러허 성의 중국 대도병들.

청나라 때 사용되던 도검 중 일부는 20세기가 되어도 살아남음은 물론 실제 군사 용도로도 사용되었다. 중일전쟁 당시 일본군의 침략에 맞서 싸운 중국 민병들은 항일대도를 사용했으며 대도진행곡이라는 제목의 행진곡도 있었다. 장도의 후계도검인 묘도 역시 사용되었다.

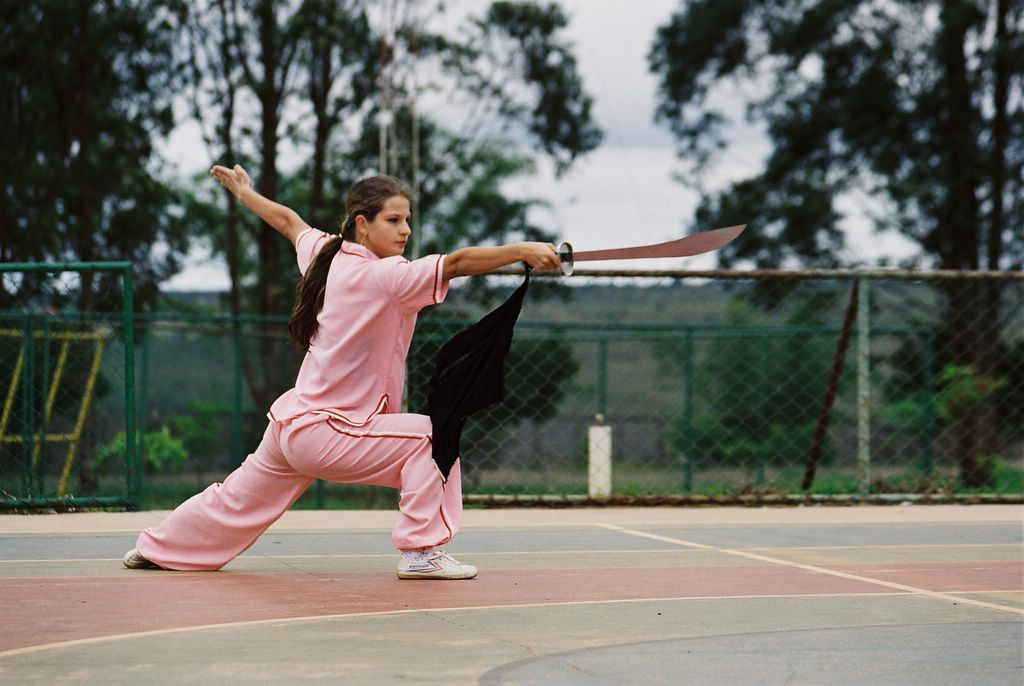
우슈에서 도를 사용하는 모습

## 같이 보기
- 사브르
- 검 (중국)
- 도검의 분류
- 외날 도검

## 참고 자료
- Graff, David A. (2002), Medieval Chinese Warfare, 300-900, London: Routledge, ISBN 0-415-23955-9
- Grancsay, Stephen (1930), “Two Chinese Swords”, The Metropolitan Museum of Art Bulletin 25 (9): 194–196, doi:10.2307/3255712
- Hanson, Chris (2004), The Mongol Siege of Xiangyang and Fan-ch’eng and the Song military, 2014년 8월 23일에 확인함
- Lorge, Peter A. (2011), Chinese Martial Arts: From Antiquity to the Twenty-First Century, Cambridge: Cambridge University Press, ISBN 978-0-521-87881-4
- Tom, Philip M. W. (2001), “Some Notable Sabers of the Qing Dynasty at the Metropolitan Museum of Art”, Metropolitan Museum Journal 36: 11, 207–222, doi:10.2307/1513063
- Tom, Philip M. W.; Rodell, Scott M. (February 2005), “An Introduction to Chinese Single-Edged Hilt Weapons (Dao) and Their Use in the Ming and Qing Dynasties”, Kung Fu Tai Chi: 76–85
- Werner, E. T. C. (1989), Chinese Weapons, Singapore: Graham Brash, ISBN 9971-4-9116-8